# Novoukrainski (Krasnodar)
Novoukrainski (del ruso: Новоукраинский) es un jútor del raión de Krymsk del krai de Krasnodar, en Rusia. Está situado en las vertientes septentrionales del extremo de poniente del Cáucaso Occidental, en una zona de montañas boscosas, a orillas del río Shibik, afluente del Adagum, de la cuenca del Kubán, 5 km al sureste de Krymsk y 79 km al oeste de Krasnodar. Tenía 3 617 habitantes en 2010
Es cabeza del municipio Prigoródnoye, al que pertenecen asimismo Armianski, Vérjnaya Stávropolka, Nízhniaya Stávropolka, Shibik, Sementsovka y Sheptalski.

## Historia
Recibió la inmigración de griegos pónticos que emigraron por las persecuciones en el Imperio otomano a finales del siglo XIX y principios del siglo XX. La localidad se vio seriamente afectada por la crecida del río .

## Demografía
| 2002  | 2010  |
| ----- | ----- |
| 3 526 | 3 617 |

### Composición étnica
De los 3 526 habitantes que había en 2002, el 57.3 % era de etnia rusa, el 21.3 % era de etnia griega, el 10.4 % era de etnia turca, el 2.7 % era de etnia ucraniana, el 2.4 % era de etnia azerí, el 1 % era de etnia armenia, el 0.8 % era de etnia tártara, el 0.5 % era de etnia alemana, el 0.4 % era de etnia bielorrusa, el 0.1 % era de etnia adigué y el 0.1 % era de etnia georgiana

## Transporte
Por la localidad pasa la carretera A146 Krasnodar-Novorosíisk.

## Servicios sociales
En la localidad se halla la escuela de enseñanza general nº44.